# Klaudiusz Angerman
Klaudiusz Angerman (właśc. Angermann, ur. 7 lipca 1861 we Lwowie, zm. 11 listopada 1922 w Nowym Sączu) – polski inżynier, budowniczy, geolog i polityk. 

## Życiorys
Urodził się w zamożnej rodzinie mieszczańskiej jako syn Karola i Anieli z Mańkowskich. Po ukończeniu gimnazjum w Jarosławiu studiował w latach 1878–1880 na Wydziale Inżynierii Politechniki Lwowskiej, a następnie na Politechnice Wiedeńskiej, którą ukończył w 1883 z wynikiem celującym.
Od 1885 jako młody inżynier wziął udział w budowie kolei Stryj–Ławoczne, a później Rzeszów–Jasło. Jako urzędnik Generalnej Dyrekcji Kolei Państwowych decyzją cesarza z 5 września 1888 r. otrzymał złoty krzyż zasługi. W latach 1885–1902 był inżynierem miejskim w Jaśle. Między innymi jego autorstwa jest rozbudowa kolegiaty w Jaśle, budowa kanalizacji miejskiej i parków.
Od 1902 poświęcił się badaniom geologicznym i poszukiwaniu ropy naftowej. Podróżował w celu zbierania doświadczeń i poszukiwania kontaktów gospodarczych do Tyflisu, Groznego i Baku, do Włoch (Apeniny) i Rumunii (Ploeszti), ale największe sukcesy odniósł w kraju – na Podkarpaciu. Z wielką intuicją, popartą gruntownymi studiami geologii, trafnie odkrywał tam źródła ropy i gazu. Razem z przemysłowcem naftowym Henrykiem Macherem założył kilka szybów naftowych w zagłębiu borysławskim i dorobił się dużego majątku na kopalniach w Tustanowicach oraz w Męcinie pod Krosnem i Rudawce Rymanowskiej.
Od 1904 związany z Boguchwałą poprzez ożenek z Marią, córką właściciela Boguchwały i Lutoryża Zenona Turczynowicza-Suszyckiego. W 1905 założył tam cegielnię, która funkcjonowała jeszcze długo po jego śmierci i dostarczała okolicznym mieszkańcom – niekiedy na koszt właściciela (według wspomnień w jego środowisku) – cegieł na kominy w chatach. Na rzecz odradzającej się Polski w 1914 r. wyposażył z własnych środków czternastu legionistów z Boguchwały i okolic w umundurowanie i uzbrojenie, a jego córka Maryla wyhaftowała dla nich sztandar. Także z jego inicjatywy, projektu i finansowego wsparcia powstał w Boguchwale w 1910 pomnik 500. rocznicy bitwy pod Grunwaldem. Pomnik Grunwaldzki w Budziwoju jest również jego projektu.
Był także działaczem ludowym, od 1908 członkiem Polskiego Stronnictwa Ludowego. W latach 1911–1913 był członkiem Rady Naczelnej PSL. Z ramienia PSL został wybrany w 1911 posłem XII kadencji do austriackiej Rady Państwa i sejmu wiedeńskiego okręgu Kolbuszowa – Rzeszów – Głogów. Współpracował z Wincentym Witosem, popierał reformę rolną. W parlamencie wiedeńskim brał udział głównie w pracach komisji budżetowej i wodnej. Były one dla niego okazją do planowania przedsięwzięć gospodarczych na skalę europejską. Był gorącym rzecznikiem budowy całej sieci połączeń wodnych od Dunaju poprzez Wełtawę, Wisłę, Odrę i Łabę po Morze Północne i Bałtyk i kanału galicyjskiego Wisła – Dniestr.
W latach I wojny światowej działał w stowarzyszeniach charytatywnych na rzecz rannych Polaków. W 1914 wszedł w skład Naczelnego Komitetu Narodowego, współpracując z Władysławem Sikorskim. Został w krajowych władzach naczelnych NKN szefem komisji aprowizacyjnej.
Po wojnie opracował i opublikował program odbudowy gospodarczej kraju: Co pierwszy Sejm Rzeczypospolitej Polskiej załatwić powinien?, Zarys naszego programu ekonomicznego. Był działaczem krakowskiego ośrodka PSL-Piast i należał obok Jana Dąbskiego i Rogera Battaglii do głównych współpracowników „Gońca Krakowskiego” w krótkim okresie, gdy pismo służyło za organ tej partii (od 10 listopada 1920 do 11 grudnia 1921). W 1922 kandydował do Senatu Rzeczypospolitej Polskiej, jednak nie doczekał wyborów, zmarł nagle na serce na dworcu kolejowym w Nowym Sączu w dniu 11 listopada 1922 r. Jego zwłoki zostały złożone w krypcie kaplicy grobowej na cmentarzu w Boguchwale.
Postać Klaudiusza Angermana tak scharakteryzował w swoich wspomnieniach Wincenty Witos:
„Inżynier Klaudiusz Angerman mówił zawsze sucho i spokojnie, posługując się cyframi i datami (...). Był człowiekiem o niezwykłej prawości charakteru i stałości poglądów. Odznaczał się też dużą pracowitością i rzadką jak na jego stosunki ofiarnością."

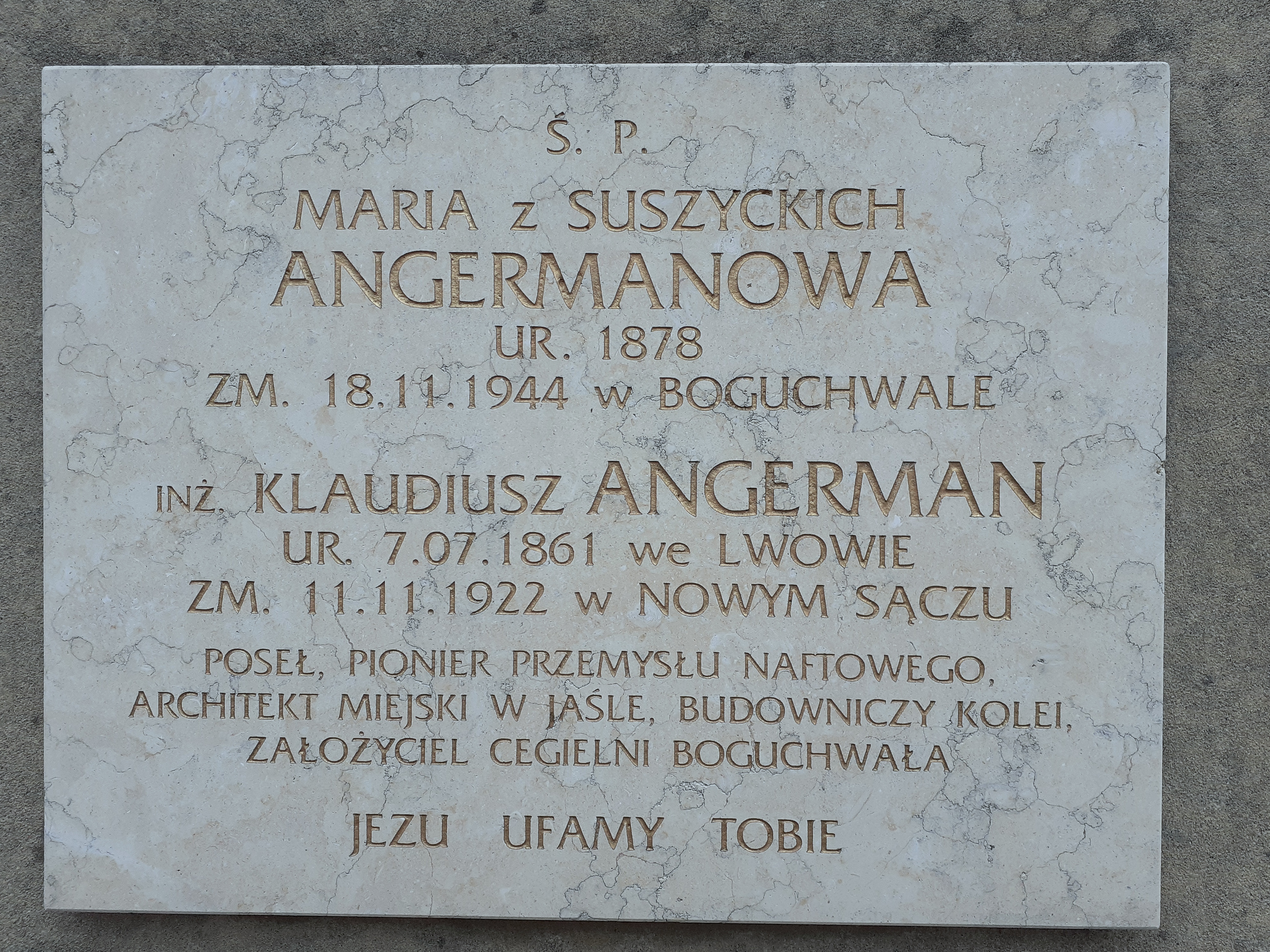
Tablica Klaudiusza Angermana na kaplicy grobowej w Boguchwale

## Publikacje
- Pas naftowy w Potoku, Lwów 1998
- Ogólna geologia naftowa (1901)
- Zarys powstania kontynentów (1903)
- Das Naphthavorkommen von Borysław in seinen Beziehungen zum geologisch-tektonischen Bau des Gebiets (Wiedeń, 1904)
- Pas bóbrzecki w Karpatach Wschodnich ze stanowiska geologiczno-tektonicznego
- Zarys naszego programu ekonomicznego (1905)
- Upośledzenie Galicji przy obsadach funkcjonariuszów państwowych (1908)
- W obronie dróg wodnych Galicji (1910)
- Sprawa kanałowa (1911)
- Studium na temat rentowności galicyjskiej drogi wodnej (1912)
- Studie über die Rentabilität der galizischen Wasserstrasse, Wien 1912
- Austriackie zaniedbania (1913)
- Dokąd dalej? Ekonomiczne zacofanie Austrii (1914)
- Podstawy Środkowoeuropejskiego Związku Gospodarczego (1915)
- Przez wojnę do pokoju (1915)
- Ukształtowanie się związku gospodarczego Państw Centralnych po ukończeniu wojny (1916) nakładem Centralnego Biura Wydawnictw NKN
- W sprawie dróg wodnych dla Polski (1916) nakładem Centralnego Biura Wydawnictw NKN
- Co pierwszy Sejm Rzeczypospolitej Polskiej załatwić powinien?
- Zarys naszego programu ekonomicznego (1920)